# Vachellia albicorticata
Vachellia albicorticata là một loài thực vật có hoa trong họ Đậu. Loài này được (Burkart) Seigler & Ebinger mô tả khoa học đầu tiên năm 2005.